# Build time
Begrebet build time anvendes i it-teknisk sammenhæng, og fortæller at noget sker på samme tidspunkt som programmet bygges.
Bygning af et program kan fx indebære kompilering af kode, linkning med andet kode, automatisk generering af dokumentation og markering af build i versionsstyringssystem. Alle disse aktiviteter siges at foregå build time.